# Alexis N'Gambi
Alexis N'Gambi, né le 20 janvier 1982, est un footballeur international camerounais.

## Clubs successifs
- 1999-2002 : RC Strasbourg[1]
- 2002-2005 : FC Gueugnon[2]
- 2005-2008 : Montpellier HSC[3]
- 2008-Mars 2009 : Partizan Belgrade[4]
- Mars 2009-2009 : FK Daugava Riga[5]
- 2009-2010 : Panthrakikos FC[6]
- 2010 : FC Astra Giurgiu
- 2010-2012 : Sarawak FA